# La terra sotto i suoi piedi
La terra sotto i suoi piedi (titolo originale The ground beneath her feet) è un romanzo dello scrittore indiano naturalizzato britannico Salman Rushdie, pubblicato in originale nel 1999, in Italia edito nello stesso anno da Mondadori. Narra la storia d'amore tra due stelle internazionali della musica leggera, riproponendo in chiave moderna il mito di Orfeo ed Euridice, il tutto visto attraverso gli occhi di un loro amico.

## Ambientazione
La storia si svolge in una dimensione parallela alla nostra, in cui i fatti storici presentano alcune varianti. John Kennedy riesce a scampare all'assassinio a Dallas, Richard Nixon non viene mai eletto presidente, e l'affare Watergate è solo il titolo di un fantasy-thriller di successo. Gli autori dei libri più famosi portano i nomi dei protagonisti dei libri stessi, per cui è Sal Paradise e non Jack Kerouac ad aver scritto un libro che celebra il viaggio, Kilgore Trout è un celebre scrittore di fantascienza, e Charlie Citrine è diventato famoso per il soggetto del film Caldofreddo (come ne Il dono di Humboldt di Saul Bellow). Anche nel mondo dell'arte e della musica vi sono cambiamenti: l'equivalente di Andy Warhol si chiama Amos Voight, al posto di Elvis Presley c'è Jesse Garon Parker, Lou Reed è una donna, Satisfaction è opera di John Lennon e Pretty Woman dei Kinks. 
Nella prima metà del libro Ormus è il solo ad avere percezione dell'esistenza di un mondo alternativo a quello in cui vive, grazie al suo rapporto con il fratello morto. Successivamente il contatto tra i due mondi assume consistenza con l'apparizione di Maria, capace di attraversare la barriera tra le dimensioni, che comunque dopo l'incidente Ormus può osservare direttamente tramite l'occhio sinistro. Alla fine anche Umir prende contatto con questa dimensione alternativa, tramite l'obbiettivo fotografico e della cinepresa, potendo così assistere alla distruzione dell'altra realtà.

## Trama
La narrazione si apre sull'ultimo giorno della vita di Vina Apsara, icona e stella del pop adorata da mezzo mondo, raccontata dall'amico e fotografo personale Umid, meglio conosciuto come Rai. Un giorno terribile e memorabile, come straordinaria è stata la storia di Vina e del suo amato Ormus, nati in ambienti molto diversi, ma destinati ad incontrarsi ed a rivoluzionare il mondo della musica. Tra difficoltà ed ostacoli, per entrambi iniziati già alla nascita, nel caso di Ormus con il fardello di un gemello morto che ne condiziona sogni ed aspirazioni, in una famiglia indiana profondamente tradizionalista, mentre per Vina la giovinezza ha l'aspetto di una continua lotta in famiglie estranee, tra cambi di nome e di luoghi. Questo fino al giorno del loro incontro, opera di un fato che li vuole uniti nel segno della musica, coinvolgendo anche il giovane Umid e la sua famiglia, dove Vina trova finalmente la stabilità necessaria per coltivare la sua incredibile voce. Eccezionale quanto il talento di Ormus, capace di esibirsi in canzoni splendide, grazie al legame col fratello morto, canzoni che ogni tanto si ritrova inspiegabilmente ad ascoltare alla radio, eseguiti dagli artisti stranieri più famosi. 
Ma quando il giorno del sedicesimo compleanno di Vina l'unione tra i due amanti viene suggellata con ciò che fino a quel momento mancava, l'amore fisico, complice anche un'esibizione canora che ha tutto l'aspetto dell'inizio di un percorso professionale, accade l'imprevisto che sembra rimettere tutto in gioco. La burrascosa rottura del legame dei genitori di Umid travolge Vina, che non resiste alla perdita dell'unica famiglia in cui aveva potuto raggiungere una dimensione stabile, spingendola a fuggire in Inghilterra, dove riesce a far perdere le sue tracce. All'inconsolabile Ormus non rimane che cercare qualche misero sostituto in altre braccia e tentare di coltivare da solo il proprio talento, peraltro con successo sempre più scarso. Fino al giorno dell'omicidio del padre, che spinge tutta la famiglia Cama al trasferimento in Inghilterra. E così a Bombay (ora Mumbai) rimane solo Umid, che vede in poco tempo morire prima la madre per un male incurabile, e poi il padre, piegato dalle troppe delusioni. La macchina fotografica resta così l'unica compagna fedele, ed il trasferimento nella casa dei Cama diventa un modo per cercare di salvare qualcosa di un passato che nella città e nel paese sembra voler sparire, sostituito da nuove inquietudini. Che su Bombay sembrano concretizzarsi in un terremoto non molto violento, ma sufficiente per riportare a casa una già famosa Vina, alla ricerca del suo Ormus. Vi trova invece Umid, scoprendo per uno scherzo del fato che il suo amato le era da tempo più vicino di quanto pensasse. Alla fine anche Umid trova il motivo per partire e lasciare l'India, anche se nel suo caso più che una scelta è una fuga da un paese troppo corrotto, per andare incontro alla carriera di fotoreporter. 
Nel frattempo Ormus in terra britannica ha cercato un modo per costruirsi un nome, partendo dalle radio pirata inglesi che navigano trasmettendo la nuova musica, esperienza comunque difficile, che lo ha fatto incappare in una pericolosa faida familiare. Il risultato è che proprio quando arriva il successo, un brutto incidente lo fa entrare in un coma che dura più di tre anni, da cui solo l'intervento di Vina riesce a farlo uscire. Il risveglio porta una singolare conseguenza: il fratello morto lo ha abbandonato, ed ora Ormus attraverso l'occhio sinistro vede un mondo diverso, un mondo che secondo un'ossessiva messaggera che ogni tanto sembra comparire dal nulla sta per scontrarsi con il suo. Ed il tanto atteso ricongiungimento della coppia si tramuta in un nuovo patto di castità, per la ritrosia di Vina a legare il proprio destino ad una sola persona. Ma questo non basta a frenare il formidabile talento della coppia, finalmente riunita negli USA, e nascono i VTO, il gruppo che irrompe nel mondo della musica con la forza di un tornado. Ogni album è un successo, anche se i due si accorgono presto che il successo porta conseguenze, soprattutto quando si firmano contratti in modo troppo precipitoso. Il tentativo di sganciarsi da quei vincoli si rivela estremamente arduo, e solo un nuovo intervento del caso permette di ottenere un dovuto compenso al loro impegno. 
E dopo dieci anni di tensione creativa, la coppia può finalmente convolare a nozze e liberare finalmente il proprio desiderio reciproco, gettando nella disperazione il povero Umid, che si era prestato volentieri ad interpretare per Vina la parte di rimpiazzo sessuale di Ormus, vedendo ora tramontare anche quel ruolo di consolazione. Scoprendo presto però che Vina non è una donna che si accontenta di un unico grande amore, nemmeno se è quello della vita, ed ha ancora bisogno di lui. Anche perché Ormus, che dopo il matrimonio ha perso contatto con il mondo alternativo, sembra sempre più ossessionato dalla minaccia di un cataclisma epocale, spingendolo a comportamenti che lasciano Vina perplessa e preoccupata. Nasce quindi un suo progetto solista, che la porta in un tour in America Latina, e proprio in Messico la terra tradisce la diva amata da tutti, inghiottendola assieme a molti altri, durante un terremoto devastante. 
La scomparsa scatena uno psicodramma collettivo a livello mondiale, facendo nascere una specie di culto, con l'inevitabile contorno di imitatori, celebrazioni e sfruttamento commerciale. All'affranto Umid non rimane che coltivare il proprio lutto, da cui riesce a liberarsi solo dopo aver appreso delle condizioni di Ormus, travolto ancora più profondamente dalla perdita dell'amata. A spingerlo a contattare l'ex rivale è un ultimo inaspettato messaggio dal mondo parallelo, inviato attraverso l'obbiettivo di una cinepresa, da cui Umid viene a conoscenza dell'esito dello scontro. L'incontro con Ormus si rivela sconvolgente: l'ossessione di quest'ultimo l'ha portato a cercare e trovare una nuova Vina, identica all'originale anche se più giovane di quasi vent'anni, tanto perfetta che persino Umid ne rimane folgorato. E più per propria volontà che per quella dell'amico-rivale, che non aveva trovato il coraggio di esporsi in prima persona, Umid avvicina Mira, scoprendo però una persona vera e non un'imitazione, e se ne innamora, avviando con lei una relazione, rinnovando in questo modo la propria ossessione precedente. Compresa la gelosia per Ormus, che dopo aver incontrato la nuova Vina decide di far ripartire i VTO, progetto che lo fa uscire dalla china autodistruttiva su cui sembrava avviato. Ma il primo concerto rischia di finire subito male, causa l'intransigenza dei fan di Vina, ostili a quello che sembra loro un sacrilegio, e solo la presenza di spirito di Mira riesca a salvare il gruppo da un clamoroso flop. A questo punto la giovane si impone ad Ormus facendogli capire che il suo ruolo non è quello di una copia, ottenendo un'apparente accettazione della scomparsa definitiva dell'amata. Nel successivo tour mondiale Ormus mostra però di essersi ritirato definitivamente da questa realtà, eliminando qualsiasi contatto esterno, preludio al suo assassinio per opera di una misteriosa Vina. Ad Umid e Mira non rimane che mettere la parola fine alla storia d'amore sovrumana di cui sono stati spettatori, e cercare di dare un senso alla propria, più terrena.

## Personaggi
- Umid Merchant (Rai). Spettatore privilegiato della storia d'amore più grande mai vista nel mondo della musica, non disdegna di fare la parte dell'amante nell'ombra, consapevole del ruolo di subalterno. Con Mira però nasce qualcosa di più forte, destinato a durare.
- Vina Apsara. Star del pop internazionale, con alle spalle un cupo passato da dimenticare, trova in Ormus la sicurezza di un amore capace di resistere a tutto. Ma non può bastarle, perché la sua natura è esigente, anche se questo vuol dire calpestare i sentimenti di chi la ama.
- Ormus Cama. Nato con la musica nelle mani ed un fratello morto al fianco, trova in Vina la compagna perfetta sia dal punto di vista artistico che da quello sentimentale, anche se con qualche problema di fedeltà. Il legame sarà però troppo forte per resistere alla sua perdita.
- Mira Celano. Ragazza che da Vina sembra aver preso quasi tutto, ma che in seguito si dimostra abbastanza forte da rifiutarsi di prendere in prestito l'altrui personalità, cercando una propria strada.

## Temi
La storia principale è dichiaratamente ispirata al mito di Orfeo ed Euridice, assieme a quello delle divinità indiane Kama e Rati, riadattate in chiave moderna. Ma nella narrazione il tema del mito classico declinato nelle varie culture riappare continuamente, sia come argomento di discussione (costituendo il campo di studio preferito del padre di Ormus, Darius Xerses), sia nei personaggi secondari, vedi il tentativo di assassinio (parzialmente riuscito) dei fratelli Crossley da parte della madre, Antoinette Corinth, per vendicarsi del tradimento del marito, esplicitamente ispirato dalla storia di Medea. Tra gli altri vengono richiamati i miti di Prometeo, Elena (nel dono della mela di Rai alla giovane Vina), Persefone, ed altri personaggi della mitologia greca e non solo.

## Adattamenti
Nel 2000, gli U2 hanno presentato una canzone avente lo stesso titolo del libro, The Ground Beneath Her Feet, basandosi integralmente sul testo scritto da Ormus per Vina, eccetto che per un passaggio, non inserito. L'idea era nata da Bono, dopo aver ricevuto una bozza del libro da Rushdie prima della sua pubblicazione, esistendo tra i due un rapporto di amicizia e di stima. Nel racconto la band irlandese è citata come possibile gruppo di apertura per i concerti dei protagonisti, con il nome di Vox Pop.
Nel 2007 è stato presentato al festival Internazionale di Manchester un adattamento artistico multimediale del libro avente lo stesso titolo, unendo musica, recitazione, narrazione e film, ad opera della compositrice Victoria Borisova-Ollas. La regia della parte filmata è stata affidata a Mike Figgis, mentre per dare voce alle parti narrate è stato scelto l'attore Alan Rickman. 

## Edizioni
- Salman Rushdie, La terra sotto i suoi piedi, traduzione di Vincenzo Mantovani, 1ª ed., Arnoldo Mondadori Editore, aprile 1999  [1999], ISBN 88-04-46040-7.